# Mirador (ort i Brasilien, Maranhão, Mirador)
Mirador är en ort i Brasilien.   Den ligger i kommunen Mirador och delstaten Maranhão, i den östra delen av landet, 1 100 km norr om huvudstaden Brasília. Mirador ligger 176 meter över havet och antalet invånare är 6 955.
Terrängen runt Mirador är platt västerut, men österut är den kuperad. Mirador ligger nere i en dal. Runt Mirador är det glesbefolkat, med 8 invånare per kvadratkilometer.. Det finns inga andra samhällen i närheten.
Omgivningarna runt Mirador är huvudsakligen savann.